# Доходный дом Х. Г. Борхова
Доходный дом Х. Г. Борхова — памятник архитектуры. Расположен в Василеостровском районе Санкт-Петербурга, современный адрес дома — Большой проспект Васильевского острова, 54, 19-я линия Васильевского острова, 14.
Шестиэтажное здание построено в 1911—1912 годах А. Ф. Барановским, для которого характерны постройки угловых домов (за карьеру он построил 7 таких зданий) с выделением угла эркером-башней, в данном случае идущем на всю высоту дома начиная с третьего этажа.
Разноцветная облицовка здания сделана из кирпича и гранита. Здание декорировано волнообразными аттиками. Между смежными лестницами дома сделаны стеклянные перегородки, украшенные наборными витражами, расписными и травлёными стёклами с растительными мотивами, также сохранились некоторые фацетные стёкла.
В 2019 году дом вошел в перечень 255 многоквартирных домов — памятников архитектуры с особо сложными фасадами, которые предполагается отреставрировать по программе КГИОП «Наследие».